# Соннега
Соннега (нід. Sonnega) — село в нідерландській провінції Фрисландія. Входить до муніципалітету Вестстеллінгверф.
Його площа становить 5,99км², а населення станом на 2021 рік складало 245 осіб.
Перша згадка про населений пункт датується 1399 роком.